# Markus Wedler
Markus Wedler (* 27. April 1976 in Wolfenbüttel) ist ein ehemaliger deutscher Basketballspieler.

## Laufbahn
Der 1,94 Meter große Flügelspieler nahm 1993 mit der deutschen Kadettennationalmannschaft an der Europameisterschaft teil, 1994 dann bei der Junioren-EM. Bei beiden Turnieren war er drittbester Korbschütze der deutschen Mannschaft. Er spielte als Jugendlicher bei Eintracht Braunschweig und beim Braunschweiger SC. Er spielte ab 1993 bei der SG Braunschweig und kam in seinem ersten Jahr in der Basketball-Bundesliga auf 14 Einsätze (2,4 Punkte/Spiel). Mit Braunschweig stieg er 1994 aus der Bundesliga ab, trat 1994/95 in der zweiten Liga an und nachdem die Mannschaft per Lizenzkauf in die höchste deutsche Spielklasse zurückgekehrt war 1995/96 wieder in der ersten Liga. In diesem Spieljahr bestritt er 20 weitere Einsätze in der höchsten Liga Deutschlands und erreichte einen Mittelwert von 3,2 Punkten. 1996 verließ er die SG und wechselte zur Saison 1996/97 zum TK Hannover in die 2. Basketball-Bundesliga, spielte dann im weiteren Verlauf in derselben Liga für den MTV Wolfenbüttel. 1997 ging er weiter zum TV Lich, mit dem er in der Saison 1998/99 den Aufstieg in die erste Liga schaffte und 1999/2000 dann für die Mittelhessen in der Bundesliga auflief. In dem Bundesliga-Jahr mit Lich wurde Wedler in 25 Spielen eingesetzt und verbuchte pro Begegnung 6,3 Punkte im Schnitt. Nach dem Abstieg war Wedler mit Lich ab 2000 wieder in der zweiten Liga aktiv.
Wedler absolvierte eine Ausbildung zum Sport- und Fitnesskaufmann, erlangte einen Abschluss als Handelsfachwirt und schloss 2005 ein Studium der Sportwissenschaft ab. 2006 wurde er bei der Europavertretung des japanischen Ballsportherstellers Molten tätig, im Januar 2018 stieg er innerhalb des Unternehmens zum Vertriebsleiter Deutschland auf.